# John Oldcastle
Sir John Oldcastle (* um 1378 in Herefordshire; † 14. Dezember 1417 in London) war ein Anführer der englischen Lollarden.
Oldcastle war ein Sohn von Sir Richard Oldcastle, Gutsherr von Almeley in Herefordshire. Unter Heinrich IV. nahm er ab 1400 an Feldzügen nach Schottland und Wales teil, während deren er sich die Freundschaft des Kronprinzen erwarb, des späteren Heinrich V. 1404 nahm Oldcastle als Knight of the Shire für Herefordshire an den Sitzungen des House of Commons des Englischen Parlaments teil. Er war mehrmals verheiratet und hinterließ mehrere Kinder. In dritter Ehe, sowie als deren dritter Gatte heiratete er 1408 Joan de la Pole († 1434), Enkelin und Erbin des John Cobham, 3. Baron Cobham († 1408) und wurde aus deren Recht als 4. Baron Cobham ins House of Lords berufen. Damit war er der einzige Anhänger der Lehren John Wyclifs in dieser Versammlung. Der Kronprinz setzte ihn 1411 als Führer eines Expeditionsheeres ein, das Burgund in Flandern unterstützen sollte.
Oldcastles Eintreten für die Lehren Wyclifs, verbunden mit seinem hohen persönlichen Bildungsstand, führten zu scharfen Auseinandersetzungen mit der Kirche, insbesondere mit Erzbischof von York Thomas Arundel. 1413 wurde Oldcastle der Ketzerei für schuldig befunden und zum Tod verurteilt. Heinrich V. setzte eine Verschiebung der Hinrichtung um 40 Tage durch, die der Verurteilte zur Flucht aus dem Tower von London nutzte.
Oldcastle setzte sich mit anderen Lollarden in Verbindung. Ob er dabei tatsächlich die Gefangennahme des Königs plante, ist bis heute umstritten. Unbestritten ist dagegen, dass Oldcastle eine bewaffnete Gruppe um sich versammelte, die von königlichen Truppen zerschlagen wurde. Er selbst entkam nach Herefordshire und war in den folgenden Jahren an mehreren Verschwörungen (so der Verschwörung von Southampton) beteiligt. Im November 1417 wurde er von Männern des Edward Cherleton, 5. Baron Cherleton, aufgespürt und festgenommen. Am 14. Dezember wurde er wegen Häresie zum Tode verurteilt, noch am gleichen Tag in St Giles-in-the-Fields bei London gehängt und anschließend verbrannt.
Oldcastle war Vorbild für William Shakespeares sauf- und fresssüchtige Figur Falstaff. Als Reaktion darauf wiederum führte die in Konkurrenz zu Shakespeare stehende Theatertruppe Admiral’s Men Ende 1599 das Stück The Life of Sir John Oldcastle auf, in dem Oldcastle ein von seinem Gewissen getriebener Märtyrer ist.

## Gedenktag
- 14. Dezember im Evangelischen Namenkalender[3]